# Pretioscopus macrosetus
Pretioscopus macrosetus är en insektsart som beskrevs av Webb 1976. Pretioscopus macrosetus ingår i släktet Pretioscopus och familjen dvärgstritar. Inga underarter finns listade i Catalogue of Life.